# Schlinz
L'Schlinz o Schlenze en baix alemany Sleenz, és un priel d'Alemanya a la riba dreta de l'Elba, al nucli d'Altengamme de l'estat d'Hamburg, als prats d'Altengamme a la reserva natural del Borghorster Elblandschaft.

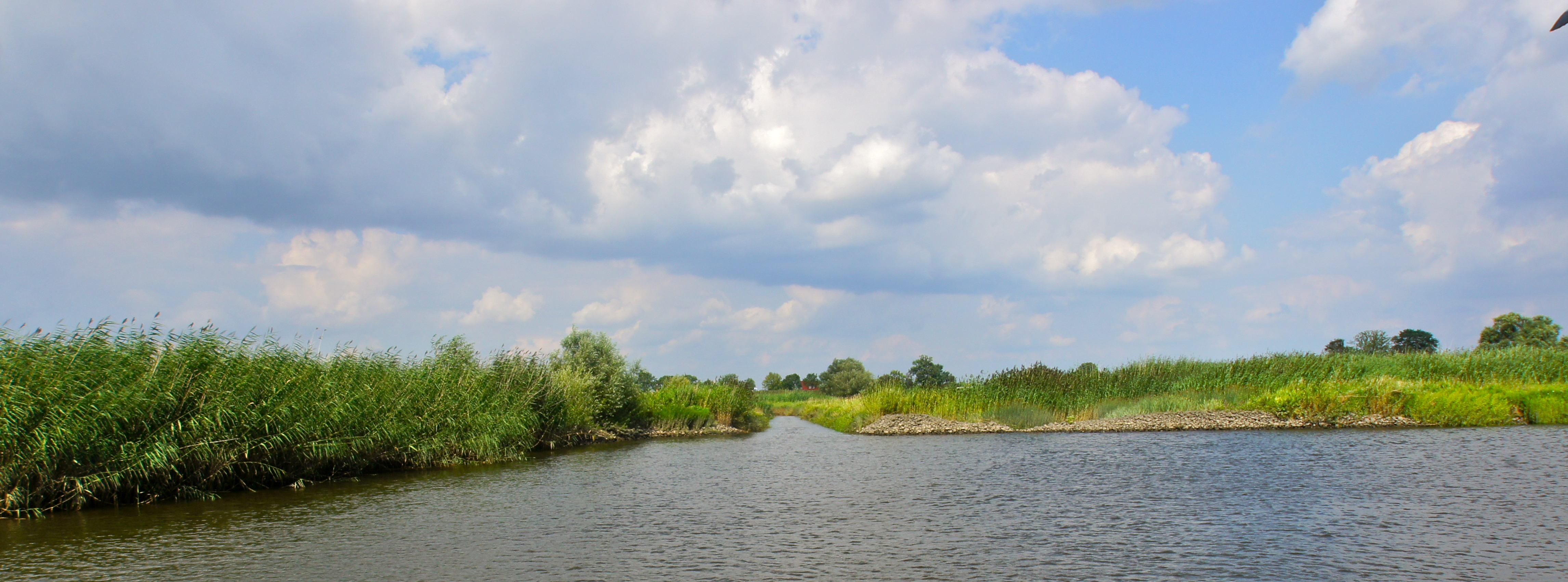
Aiguabarreig de l'Elba i del Schlenze a marea alta

És un dels darrers priels fluvials a l'Elba, encara realment sotmès al moviment de la marea. Va enllotar-se i caldria millorar l'efecte de la marea per a restaurar els biòtops perduts per les obres d'endegament de l'Elba després de les inundacions del 1962. Pèrits preconitzen d'eixamplar i de renaturalitzar-lo. Això implicaria també de desplaçar-lo més al mig de la reserva: al seu curs actual, paral·lel al dic principal, no hi ha prou espai.

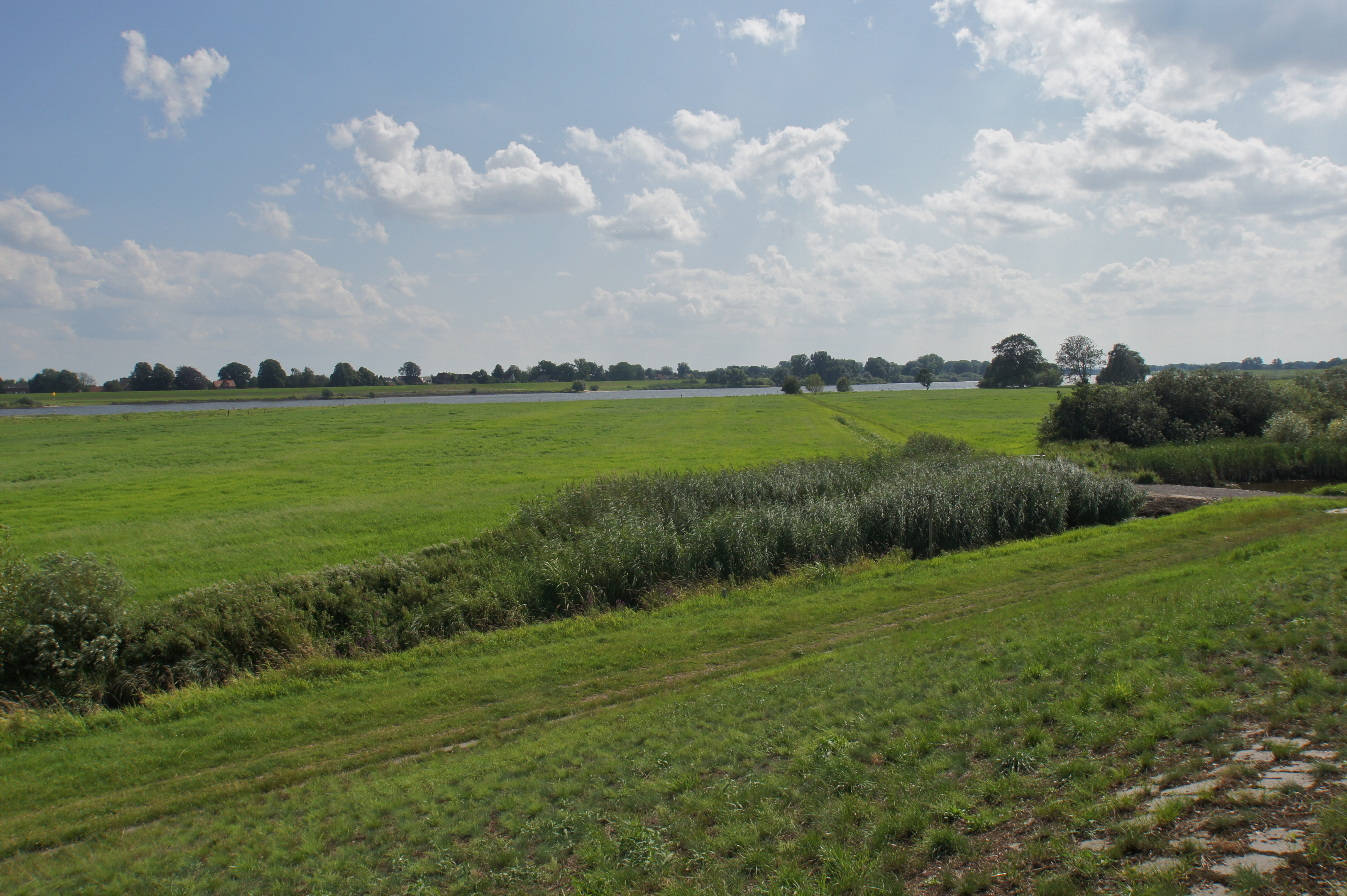
L'Schlenze quasi desaparegut sota la vegetació. Al segon pla: l'Elba.
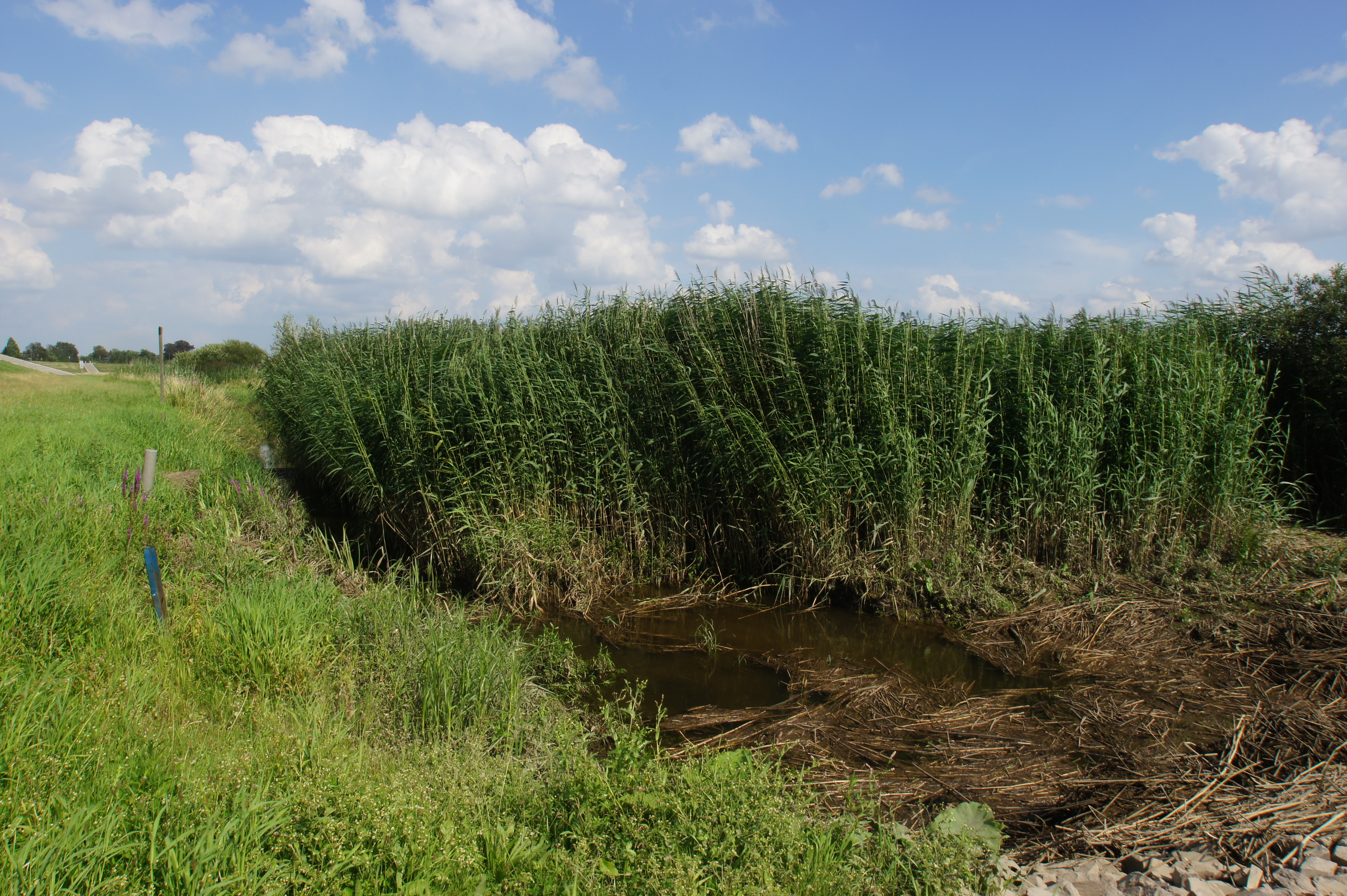
Camp de Canyís a la riba

## Enllaços I referències
1. ↑  Ökologische Neuorientierung der Bundeswasserstraßen- bewirtschaftung Arxivat 2011-03-04 a Wayback Machine., Bundesamt für Mensch und Umwelt, 2007, 339 pàgines, ISSN 1862-4804
2. ↑  Altengammer Wiesen, Natura 2000 Unterelbe
3. ↑  Kai Schmille, Borghorster Elblandschaft, Die hamburgischen Naturschutzgebiete: Grüne Juwelen in der Großstadt, Bremen, Editorial Temmen, 2011, pàgina 90 ISBN 978-3-8378-2015-7 (traducció: Els parcs naturals d'Hamburg: joiells vers a la metròpolis.)